# めりけんや
株式会社めりけんや（英: Merikenya Co., Ltd.）は、香川県に本社を置く四国旅客鉄道（以下JR四国とする）のグループ企業である。駅構内での讃岐うどんの販売などをしている。

## 沿革
- 1990年（平成2年）11月30日：株式会社めりけんや設立[1]。
- 1996年（平成8年）3月23日：かけはし店（1号店）を開業[2]。
- 2001年（平成13年）10月19日：岡山駅店（岡山1号店）を開業[3]。
- 2003年（平成15年）
  - 11月1日：第二工場が竣工[4]。
  - 12月1日：関東1号店として大泉学園店を開業[4]。

## 工場
- めりけんや第一工場
- めりけんや第二工場

## 店舗[5]
2022年10月現在、全店舗直営。
めりけんや
- 高松駅前店（香川県高松市）
- サンポート店（香川県高松市）
- かけはし店（香川県綾歌郡宇多津町）
- 伏石店（香川県高松市）
- 江坂店（大阪府吹田市）
- 池袋店（東京都豊島区）
- 武蔵小杉店（神奈川県川崎市中原区）

本場さぬきうどん親父の製麺所
- 上野店（東京都台東区）
- 秋葉原店（東京都千代田区）
- 浜松町店（東京都港区）
- 大崎店（東京都品川区）

## 閉鎖店舗
国内店舗
- うどん処艶艶（つやつや）店（2014年5月12日開店 - ）高松駅弁から譲受し運営。
- 岡山駅店（2001年10月19日開店 - ）
- さんすて岡山店（2006年10月15日開店[7] - 2019年5月6日閉店）
- 塚本駅店（2008年4月20日開店 - ）（大阪市淀川区塚本）
- 天神橋店（大阪市北区天神橋）
- 鼓（ツヅミ）（堺市南区竹城台）
- 大泉学園店（2003年12月1日開店[4] - ）
- 連絡船うどん店（2014年5月12日営業譲受 - 2021年11月30日閉店[8]）開店は2001年5月[8]。高松駅弁から譲受し運営。

さぬきうどんNRE＆めりけんや（【業務提携】日本レストランエンタプライズ運営）
- 上野店
- 上野2号店
- 武蔵小杉店
- 秋葉原店
- 田端店
- 浜松町店
- 大崎店
- 恵比寿店
- 新橋店
- 関内店
- 平塚ラスカ店

本場さぬきうどん麺々亭玉屋（【業務提携】日本レストランエンタプライズ運営）
- 田端店

本場さぬきうどん親父の製麺所（【業務提携】JR東日本フーズ運営）
- 田端店

たのしみ＆めりけんや（【業務提携】たのしみ運営）

海外店舗
- ソウル弘大（ホンデ）店（大韓民国ソウル市麻浦区西橋洞）

- トルコ店

## 直近の社長
| 氏名       | 在任期間                      | 出身校               |
| ---------- | ----------------------------- | -------------------- |
| 佐野正     | 1997年6月 - 1998年6月         | 大阪大学工学部       |
| 諏訪輝生   | 1998年6月 - 2009年6月         | 香川県立高松高等学校 |
| 成房正樹   | 2009年6月 - 2016年6月20日     | 佐賀大学             |
| 守谷眞一   | 2016年6月21日 - 2018年6月18日 |                      |
| 中村浩一郎 | 2018年6月19日 -               |                      |

## テレビ番組
- 日経スペシャル ガイアの夜明け 一年の計は正月にあり～初詣と伝統食に客を呼べ（2009年1月6日、テレビ東京）[9] - 「めりけんや」とNREの「年明けうどん」東京攻略作戦を取材。